# 42.ª Brigada de Infantería Paracaidista (Venezuela)
La 42 Brigada de Infantería Paracaidista es una brigada del componente Ejército Bolivariano de Venezuela.
Fuerzas aerotransportadas del Ejército Bolivariano, cumpliendo roles de suma importancia, caracterizadas por su participación en diversas operaciones relevantes y secundarias, entre ellas su ayuda en la tragedia de Vargas en 1999, ayuda humanitaria en Nicaragua a finales de la década de 1980. Es una de las unidades más importantes y famosas del Ejército venezolano. Caracterizada históricamente por su boina roja.
Utilizan como arma principal estándar el fusil de asalto |AK-103| de culata plegable para sus operaciones aerotransportadas. Sus integrantes son entrenados, capacitados y equipados para cualquier tipo de misión que deban cumplir.

## Historia
Fue creada en el año 1949 y era una unidad táctica adscrita la Aviación Militar Venezolana. A principios de los años 90 participó en los procesos de paz de Centroamérica, bajo bandera de la ONU (en calidad de “Cascos Azules”), específicamente en Nicaragua. Tropas paracaidistas fueron empleadas en tareas de seguridad, en zonas devastadas y aisladas por la tragedia de El Limón (Venezuela) en septiembre de 1987, y la Tragedia de Vargas de 1999.
Esta unidad ha sido protagonista de los sucesos más trascendentales de las últimas dos décadas en Venezuela, al verse involucrada primero en la intentona del Golpe de Estado del 4 de febrero de 1992, uno de cuyos batallones fue comandando por el teniente coronel Hugo Chávez Frías, expresidente de la República Bolivariana de Venezuela y luego al ser la unidad sobre la cual recayó el rescate presidencial en la Isla de la Orchila (en el Caribe Venezolano) la madrugada del 14 de abril de 2002, en la “Operación Restitución de la Dignidad Nacional”, comandada por el entonces general, que sería posteriormente comandante General del Ejército y luego ministro de la Defensa, el general en jefe Raúl Isaías Baduel.

## Etapa Anterior
Antes de pertenecer al ejército y de no estar conformada como brigada, participó en otros sucesos importantes. En el año de 1952, en la Base Aérea “Mariscal Sucre” de Boca de Río, estado Aragua participó en la contención de un alzamiento que se produjo en dicha base aérea. Un 1 de enero de 1958, los paracaidistas del por entonces Destacamento Escuela de Paracaidistas al mando del mayor Luís Evencio Carrillo, siendo tan solo dos compañías, tomaron toda la Guarnición de Maracay. Ese fue uno de tantos esfuerzos que condujeron al derrocamiento del general Marcos Pérez Jiménez, por entonces dictador de Venezuela. También en la insurrección militar del año 1962 denominada “El Porteñazo”, los paracaidistas tuvieron una destacada labor en el denominado “Combate de La Alcantarilla” en Puerto Cabello, estado Carabobo.

## Unidades
- 4201 Compañía de Comando y servicios
- 4203 Compañía de Abastecimiento y Transporte
- 4204 Compañía de Comunicaciones Paracaidista
- 4205 Unidad de Despliegue Rápido (desarticulada año 2003)
- 4207 compañía de ingenieros de combate
- 4208 Compañía de Empaque y mantenimiento Aéreo
- 4209 compañía de francotiradores
- 4210 compañía de sanidad
- 421 Batallón de Infantería Paracaidista José Leonardo Chirino
- 422 Batallón de Infantería Paracaidista Antonio Nicolás Briceño
- 423 Batallón de Infantería Paracaidista Ramón García de Sena

- Datos: Q5652385